# Nied allemande
Pour les articles homonymes, voir Nied (homonymie).
La Nied allemande est une rivière de l'Est de la France coulant en région Grand Est dans le département de la Moselle. La Nied allemande est l'un des deux cours d'eau donnant naissance à la Nied dont elle est la racine orientale. C'est donc un sous-affluent du Rhin par la Sarre et la Moselle.

## Hydronymie
Anciennes mentions : Le Nied des Allemands (1495), Die teutsche Nida fluv. (XVIIe siècle), Teutsche Nied (1610)
En francique lorrain : Deitsch Nied ; en allemand : die deutsche Nied.

## Géographie
Elle prend sa source à Seingbouse et Guenviller à l'est de Saint-Avold où elle est issue de plusieurs petits ruisseaux captant les eaux de ruissellement de versants essentiellement forestiers. D'une longueur de 57 km, la Nied allemande possède un bassin versant de 376 km2 et un module de plus ou moins 3,7 m3 au confluent.

### Communes et cantons traversés
Dans le seul département de la Moselle, la Nied allemande traverse vingt-trois communes :
- Pontpierre, Teting-sur-Nied, Folschviller, Valmont, Altviller, Vahl-Ebersing, Biding, Seingbouse, Guenviller, Macheren, Barst, Cappel, Lachambre, Varize, Raville, Bionville-sur-Nied, Guinglange, Fouligny, Elvange, Créhange, Faulquemont, Condé-Northen, Bannay.

### Organisme gestionnaire: SIANA
Créé en 1998, le Syndicat intercommunal d'aménagement de la Nied allemande (SIANA) est chargé de l'aménagement et de la gestion de son réseau hydrographique, la lutte  contre les inondations, la lutte contre la pollution, la maîtrise des eaux de ruissellement et la protection et la gestion des zones humides.
Il regroupe les communes de Adelange, Altviller, Bambiderstroff, Bannay, Bionville-sur-Nied, Créhange, Elvange, Faulquemont, Flétrange, Folschviller, Fouligny, Guinglange, Hallering, Haute-Vigneulles, Hémilly, Lachambre, Laudrefang, Macheren, Mainvillers, Marange-Zondrange, Narbéfontaine, Pontpierre, Raville, Servigny-lès-Raville, Teting-sur-Nied, Tritteling-Redlach, Vahl-lès-Faulquemont, Valmont, Varize et Zimming.
Son siège était à l'Hôtel-de-Ville de Faulquemont. Son président était M. Jean Marini, maire de Tritteling-Redlach.
Ce syndicat est remplacé depuis 2017 par le Syndicat des eaux vives des 3 Nied (SEV3Nied), résultat de la fusion de quatre syndicats responsables de la Nied allemande, de la Nied française et de la Nied réunie.

## Affluents
La Nied Allemande a seize affluents référencés :
- le ruisseau Noterbach (rd) qui prend source dans la forêt domaniale de Macheren.
- le ruisseau le Langenbach (rg) avec un affluent :
  - le ruisseau l'Annelbach (rg)
- le ruisseau le Weihergraben (rd)
- le ruisseau du Bischwald (rg) avec un affluent :
  - le ruisseau de la Nied de Bischwald (rd) au nord-est de l'aérodrome de Grostenquin avec un affluent :
    - le ruisseau Grenzgraben, avec un affluent :
      - le ruisseau Grossengraben,
- le ruisseau le Waeldersbach, avec un affluent :
  - le ruisseau le Durbach,
- le ruisseau Baerenbach (rg)
- le ruisseau l'Oulenbach (rg)
- le ruisseau de Brouch,
- le ruisseau de Dourbach (rd)
- le ruisseau Lollenbach (rg)
- le ruisseau de Vigneulles (rd) avec un affluent :
  - le ruisseau le Friesengraben (rd)
- le ruisseau d'Hémilly (rg)
- le ruisseau de Marange (rd) avec un affluent :
  - le ruisseau Heiseller
- le ruisseau de Machecourt (rg)
- le ruisseau de Morfontaine (rg)
- le ruisseau de Brouck,

Le rang de Strahler est donc de cinq.

## Hydrologie

### La Nied allemande à Varize
La Nied allemande est une petite rivière du nord du plateau lorrain. Son débit a été observé sur une période de 46 ans (1969-2014), à Varize, localité du département de la Moselle située à quelques kilomètres en amont de son confluent avec la Nied française. Le bassin versant de la rivière y est de 364 km2 (soit la presque totalité de celui-ci qui s'étend sur 376 km2).
Le module de la rivière à Varize est de 3,62 m3/s.
La Nied allemande présente des fluctuations saisonnières de débit fort marquées, comme c'est généralement le cas dans l'est de la France, avec des hautes eaux d'hiver portant le débit mensuel moyen à un niveau situé entre 5,45 et 7,55 m3/s, de décembre à mars inclus (avec un maximum en janvier), et des basses eaux d'été, de juin à septembre inclus. La baisse maximale du débit moyen mensuel se situe au mois d'août avec 0,974 m3/s. De fin février à fin juin on assiste à une baisse progressive du débit. Mais ces moyennes mensuelles occultent des fluctuations bien plus prononcées sur de plus courtes périodes.

### Étiage ou basses eaux
À l'étiage, le VCN3 peut chuter jusque 0,23 m3/s, soit moins que le VCN3 de la Nied française pourtant déjà fort bas (0,28), mais ce fait n'a rien d'inhabituel parmi les rivières de la région.

### Crues
Les crues peuvent être importantes, mais moindres que celles de la Nied française. Le QIX 10 est de 64 m3/s (contre 93 pour la Nied française), le QIX 20 de 74 m3/s (contre 110) et le QIX 50 de 86 m3/s (contre 130). Les QIX 2 et QIX 5 valent quant à eux respectivement 38 et 54 m3/s (contre 49 et 76 m3/s pour la Nied française).
Le débit instantané maximal enregistré a été de 82,5 m3/s le 6 janvier 1994, tandis que la valeur journalière maximale était de 79 m3/s le même jour. En comparant ces valeurs à celles des QIX du bassin versant, il ressort que ces crues étaient d'ordre vicennal et pas du tout exceptionnelles. La hauteur maximale instantanée a été de 482 cm ou 4,82 m le 15 octobre 1981.

### Lame d'eau et débit spécifique
La Nied allemande est alimentée par un volume moyen de précipitations un peu plus abondant que dans les bassins versants environnants. La lame d'eau écoulée dans son bassin versant est de 315 millimètres par an  ce qui est nettement supérieur au bassin de la Nied française (248 millimètres par an) et quasi égal à la moyenne d'ensemble de la France. Cette lame d'eau reste cependant encore fort inférieure à la moyenne du bassin français de la Moselle (445 millimètres par an à Hauconcourt).
Le débit spécifique (ou Qsp) atteint le chiffre de 10,0 litres par seconde et par kilomètre carré de bassin (contre 7,8 seulement pour la Nied française).